# Aradeo
Aradeo ist eine Gemeinde in Apulien, Italien.

## Geografie
Die Gemeinde hat 8863 Einwohner (Stand 31. Dezember 2023). Sie liegt in der Provinz Lecce, südlich der Provinzstadt Lecce im Salento.

## Geschichte
Aredo geht auf griechische Kolonisation zurück.

## Verkehr
Der Bahnhof Seclì-Neviano-Aradeo bedient die Gemeinde im Eisenbahnverkehr und liegt an der Bahnstrecke Novoli–Gagliano Leuca.

## Sehenswürdigkeiten
Die Kirche Santissima Annunziata wurde im 18. Jahrhundert anstelle einer älteren erbaut und besitzt einen barocken Hauptaltar. Außerhalb des historischen Zentrums liegt die Kapelle San Nicola di Myra, die im 16. Jahrhundert gestiftet wurde als Dank für die Erhörung einer Bitte an den Heiligen. Der Palazzo Grassi ist ein Adelspalast aus dem 15. Jahrhundert.

## Söhne und Töchter der Stadt
- Emma Marrone (* 1984), Gewinnerin bei Amici 2010, dem italienischen Pendant zu DSDS und Popstars